# Antonina Skorobogatchenko
Antonina Vitalyevna Skorobogatchenko (russe : Антонина Витальевна Скоробогатченко), née le 14 février 1999 à Volgograd, est une joueuse internationale russe de handball évoluant au poste d'arrière droite.

## Biographie
En 2017, elle est contrôlée positive au meldonium, ainsi que deux de ses coéquipières, lors du championnat d'Europe junior,. À l'issue de la procédure, la Russie perd sa médaille d'argent acquise lors de cette compétitions dont elle avait atteint la finale,. 
Elle est alors initialement suspendue pour une période de 20 mois à compter du 12 septembre 2017 avant que sa suspension soit réduite à 12 mois. Elle peut ainsi disputer le championnat d'Europe 2018 disputé en décembre, étant d'ailleurs suspendue un match après le carton rouge reçu face au Danemark.

## Palmarès

### Sélection nationale
championnats d'Europe
- Médaille d'argent aux Jeux olympiques de 2020 à Tokyo
- finaliste du championnat d'Europe 2018
- 7e place du championnat d'Europe 2016[7]

autres
- finaliste du championnat du monde junior en 2016
- vainqueur du championnat du monde jeunes en 2016[8]
- finaliste du championnat d'Europe jeunes en 2015[9]

### Récompenses individuelles
- élue meilleure arrière droite du championnat du monde junior 2016[10]
- élue meilleure arrière droite du championnat du monde jeunes 2016[11]
- élue meilleure arrière droite du championnat d'Europe jeunes 2015[12]